# 악은 존재하지 않는다
《악은 존재하지 않는다》(일본어: 悪は存在しない)는 2023년 제작된 일본의 드라마 영화이다. 하마구치 류스케가 감독과 각본을 맡았다. 제80회(2023년) 베네치아 영화제 심사위원대상 수상작이자 황금사자상 경쟁후보작이다.

## 줄거리
일본의 산골 마을 미즈비키에서 홀로 딸 하나를 키우는 타쿠미는 평화로운 일상을 보낸다. 그러던 어느 날, 마을에 글램핑장 건설 계획이 발표되면서 마을 사람들은 환경 파괴를 우려하며 개발 회사 측에 강력히 반발한다. 주민들은 특히 오염된 물이 지하수로 스며들 것을 걱정하며, 회사의 이윤 추구 행태를 비판한다. 개발 회사에서 파견된 담당자 타카하시와 마유즈미는 처음에는 마을 사람들의 우려를 대수롭지 않게 여기지만, 점차 그들의 주장에 공감하게 된다. 하지만 본사의 지시로 글램핑장 계획을 변경할 수 없게 되자, 타카하시는 타쿠미를 회유하기 위해 그에게 호의를 베풀고 캠프 관리인으로 고용하려 한다. 타카하시는 마을에 머물며 타쿠미에게 여러 가지를 배우고자 하지만, 그 과정에서 자신의 일에 대한 회의감과 개인적인 외로움을 느끼게 된다. 어느 날, 타쿠미의 딸 하나가 실종되고 마을 사람들이 밤늦도록 그녀를 찾아 나선다. 타쿠미와 타카하시도 함께 숲으로 들어가 실종된 하나를 찾던 중, 숲 속에서 상처 입은 새끼 사슴과 어미 사슴을 발견하고, 하나가 그곳에 다가서는 것을 목격한다. 타쿠미는 갑자기 타카하시를 덮쳐 기절시키고, 피를 흘린 채 쓰러져 있는 딸을 안고 숲 속으로 사라진다. 정신을 차린 타카하시는 다시 쓰러지고, 어두워지는 숲속에서 희미한 발소리와 숨소리가 들리며 영화는 끝을 맺는다.

## 출연
- 오미카 히토시 - 다쿠미 역
- 니시카와 료 - 하나 역
- 고사카 류지 - 다카하시 역
- 시부타니 아야카 - 마유즈미 역
- 기쿠치 하즈키 - 우메무라 역

## 참고 사항
- 차기작 계획이 없던 상태에서, 이시바시 에이코가 공연에 쓸법한 영상을 제작해달라는 부탁에 기획을 시작했다가, 장편 영화로 확장된 영화라고 한다. 원래 계획했던 공연용 영상은 'GIFT'라는 제목으로 따로 공개할 예정이라고. 하마구치 감독은 “영상을 의뢰받고 스스로 이야기를 찾아가야 했다”며 “이시바시의 음악 스튜디오 주변을 조사하다 이번 영화에 나오는 글램핑 야영장 설명회와 비슷한 상황을 목격했다”고 밝혔다. 또한 “개인적인 생활 공간에 도시의 논리가 개입되는 관점으로 영화를 만들 수 있겠다는 생각이 들었다”고 말했다.[3]